# شهرستان لفلور
شهرستان لفلور (به انگلیسی: Leflore County) یک منطقهٔ مسکونی در ایالات متحده آمریکا است که در میسیسیپی واقع شده‌است. شهرستان لفلور ۱٬۵۶۹٫۵۴ کیلومتر مربع مساحت و ۳۲٬۳۱۷ نفر جمعیت دارد.